# Cophogryllus fulvus
Cophogryllus fulvus är en insektsart som beskrevs av Lucien Chopard 1927. Cophogryllus fulvus ingår i släktet Cophogryllus och familjen syrsor. Inga underarter finns listade i Catalogue of Life.